# Alain Desaever
Alain Desaever (Nieuwpoort (België)  3 oktober 1952 – Roeselare, 6 juni 2014) was een Belgisch wielrenner.

## Levensloop en carrière
Desaever werd prof in 1976. Zijn grootste overwinningen waren Gullegem Koerse en de GP Raf Jonckheere, beide in 1982. Hij was knecht voor onder meer Michel Pollentier. Hij reed tweemaal de Ronde van Frankrijk, maar reed deze nooit uit. Hij stopte met wielrennen in 1985.

## Resultaten in voornaamste wedstrijden
| Jaar | Ronde van Italië | Ronde van Frankrijk | Ronde van Spanje |
| ---- | ---------------- | ------------------- | ---------------- |
| 1977 |                  |                     |                  |
| 1978 |                  |                     |                  |
| 1979 |                  | opgave              |                  |
| 1980 |                  | opgave              |                  |
| 1981 |                  |                     |                  |
| 1982 |                  |                     | 63e              |

| Jaar | Milaan-San Remo | Gent-Wevelgem | Parijs-Roubaix |
| ---- | --------------- | ------------- | -------------- |
| 1977 | 134e            |               |                |
| 1978 |                 |               | 24e            |
| 1979 |                 |               |                |
| 1980 |                 |               |                |
| 1981 |                 | 61e           |                |